# جولیان برودل
جولیان برودل (انگلیسی: Julian Broddle؛ زادهٔ ۱ نوامبر ۱۹۶۴) بازیکن فوتبال اهل بریتانیا است.
از باشگاه‌هایی که در آن بازی کرده‌است می‌توان به باشگاه فوتبال بارنزلی، باشگاه فوتبال سنت میرن، باشگاه فوتبال اسکانتورپ یونایتد، باشگاه فوتبال شفیلد یونایتد، باشگاه فوتبال پلیموث آرگیل، و باشگاه فوتبال پاتریک تیسل اشاره کرد.